# Kuiperbæltet
Kuiperbæltet er en samling af asteroider, dværgplaneter og kometer (Kuiperbælteobjekter, KBO) i et kredsløb uden for planeten Neptun. Bæltet er opkaldt efter astronomen Gerard Kuiper.
Afstanden fra Solen er mellem 30 og 100 AU.
Der menes at være mere end 70.000 objekter større end 100 km i Kuiperbæltet. Kuiperbæltet anslås til at have 300 gange mere masse end asteroidebæltet mellem planeterne Mars og Jupiter.
En anden kilde vurderer Kuiperbæltets samlede masse til at være en tiendedel af Jordens masse.
Kuiperbæltet inddeles i to dele: Det ene bælte bevæger sig i en næsten cirkulær bane, der nærmest følger ekliptas plan. 
Det andet bælte bevæger sig mere elliptisk, hvor banehældningen mod ekliptika er ret stor op til 30°. Man kan fysisk se forskel på de to baner, idet de kuiperkloder der befinder sig i de cirkulære baner, er markant mere røde end kloderne i de elliptiske baner. Den røde farve kan skyldes fotokemiske reaktioner, hvor metanis og is af kvælstof har dannet mere komplicerede organiske molekyler. 
Det første bælte er sandsynligvis dannet der hvor det befinder sig nu, hvorimod det andet er dannet tættere på solen, i nærheden af Jupiter. Jupiters tyngdekraft har slynget iskloderne bort, hvor nogle af dem er end i Kuiperbæltet.

## Kuiperobjekter
- Pluto
- Hydra (måne)
- Charon (måne)
- Quaoar
- Sedna (2003 VB12)
- Eris (dværgplanet)
- Dysnomia (måne)
- 1992 QB1
- Orcus
- 55565 Aya 700 km i diameter
- 28978 Ixion

## Ekstern henvisning
- Site om Kuiper-bæltet af David Jewitt, University of California